# Manche
Manche este un departament în vestul Franței, situat în Normandia. Este unul dintre departamentele originale ale Franței create în urma Revoluției din 1790. Este numit după denumirea franceză a Canalului Mânecii.

## Localități selectate

### Prefectură
- Saint-Lô

### Sub-prefecturi
- Avranches
- Cherbourg-Octeville
- Coutances

### Alte orașe
- Granville

### Alte localități
- Mont Saint-Michel

## Diviziuni administrative
- 4 arondismente;
- 52 cantoane;
- 601 comune;